# 勒基尤角
勒基尤角（英語：Cape Leguillou）是南極洲的海岬，位於帕默群島東北端的陶爾島北端，由儒勒·迪蒙·迪維爾率領的法國探險隊命名和繪入地圖，現時由南極條約體系管理。